# اشکان اشتیاق
اشکان اشتیاق (زادهٔ ۶ تیر ۱۳۶۱) بازیگر تلویزیون و سینمای اهل ایران است.

## کارنامه هنری
اشکان اشتیاق بازیگری را در سنین نوجوانی با بازی در مجموعه‌های تلویزیونی آغاز کرد. او با ایفای نقشی کوتاه به عنوان بازیگر مهمان، در مجموعهٔ همسران (۱۳۷۳) جلوی دوربین رفت و سپس با دو مجموعهٔ دنیای شیرین (۱۳۷۶) و زیر آسمان شهر (۱۳۸۰) به شهرت رسید. اشتیاق با فیلم چپ‌دست (۱۳۸۴) به کارگردانی آرش معیریان نخستین حضور خود را در سینما تجربه کرد. او در آثار تلویزیونی بسیاری به کارگردانی شاهد احمدلو حضور داشته است. همچنین در تله‌فیلم‌هایی نظیر گنج خانه سفید، بلور باران، پسرها سرباز به دنیا نمی‌آیند و ما خونه نیستیم با احمدلو همکاری کرده است.
اشکان اشتیاق در رشته گرافیک در دانشگاه آزاد تهران شمال تحصیل کرده است.

## فیلم‌شناسی

### تلویزیونی
| سال       | نام مجموعه                  | نقش          | کارگردان                       | شبکه       |
| --------- | --------------------------- | ------------ | ------------------------------ | ---------- |
| ۱۴۰۳      | بدل                         | بازیگر       | علیرضا مسعودی                  | شبکه ۳     |
| ۱۴۰۰      | پلاک ۱۳                     | بازیگر       | آرش معیریان                    | شبکه ۳     |
| ۱۴۰۰      | بوتیمار                     | بازیگر       | علیرضا نجف زاده                | شبکه ۳     |
| ۱۳۹۹      | میانبر۲                     | بازیگر       | یزدان فتوحی                    | شبکه البرز |
| ۱۳۹۹      | چای نت                      | بازیگر       | آرش تیمور نژاد                 | شبکه ۵     |
| ۱۳۹۹      | آخر خط                      | بازیگر       | علیرضا مسعودی                  | شبکه ۳     |
| ۱۳۹۸      | میانبر ۱                    | بازیگر       | یزادان فتوحی                   | شبکه البرز |
| ۱۳۹۸      | زوج یا فرد                  | بازیگر       | علیرضا نجف زاده                | شبکه ۳     |
| ۱۳۹۶      | پنچری                       | بازیگر       | برزو نیک‌نژاد                   | شبکه ۳     |
| ۱۳۹۵      | پرستاران                    | بازیگر       | علیرضا افخمی و محمود رضا تخشید | شبکه ۱     |
| ۱۳۹۵      | همسایه‌ها                    | بازیگر       | مهران غفوریان                  | شبکه ۲     |
| ۱۳۹۴–۱۳۹۵ | قرعه                        | بازیگر       | برزو نیک‌نژاد                   | شبکه ۳     |
| ۱۳۹۴      | دردسرهای عظیم ۲             | بازیگر       | برزو نیک‌نژاد                   | شبکه ۳     |
| ۱۳۹۳      | دردسرهای عظیم               | بازیگر       | برزو نیک‌نژاد                   | شبکه ۳     |
| ۱۳۹۳      | رخنه                        | بازیگر       | حسین تبریزی                    | شبکه ۲     |
| ۱۳۹۱      | یاور                        | بازیگر       | علی شاه‌حاتمی                   | شبکه ۱     |
| ۱۳۹۱      | بزن بریم آبادان             | بازیگر       | سیدعلی نیاکان                  | تله فیلم   |
| ۱۳۹۰      | آقای مدیر                   | بازیگر       | مجید عباسی                     | تله فیلم   |
| ۱۳۹۰      | نقطه سر خط                  | بازیگر       | سعید آقاخانی                   | شبکه ۳     |
| ۱۳۹۰      | خانه اجاره‌ای (فصل دوم)      | بازیگر       | شاهد احمدلو                    | شبکه ۳     |
| ۱۳۸۹–۱۳۹۰ | سه دونگ، سه دونگ            | بازیگر       | شاهد احمدلو                    | شبکه ۵     |
| ۱۳۸۷      | سه در چهار                  | بازیگر       | مجید صالحی                     | شبکه ۱     |
| ۱۳۸۱      | خاتون                       | بازیگر       | فیاض موسوی                     | شبکه ۱     |
| ۱۳۸۰      | زیر آسمان شهر (فصل اول)     | بازیگر       | مهران غفوریان                  | شبکه ۳     |
| ۱۳۸۰      | دوستانه                     | بازیگر       | محمد رحمانیان                  | شبکه ۲     |
| ۱۳۷۸      | کیف انگلیسی                 | بازیگر       | امیر سجادی                     | شبکه ۱     |
| ۱۳۷۶      | دنیای شیرین                 | بازیگر       | بهروز بقایی                    | شبکه ۱     |
| ۱۳۷۶      | سیب خنده                    | بازیگر       | رضا عطارانشیرین جاهد           | شبکه ۱     |
|           | پسرها سرباز به دنیا نمی‌آیند | بازیگر       | شاهد احمدلو                    | تله فیلم   |
|           | بلور باران                  | بازیگر       | شاهد احمدلو                    | تله فیلم   |
|           | توهم                        | بازیگر       | اکبر منصورفلاح                 | تله فیلم   |
|           | تا حضور                     | بازیگر       | بهرام درخشان                   | تله فیلم   |
| ۱۳۸۹      | هم‌نفس                       | بازیگر       | احسان صادقی حمزه               | تله فیلم   |
|           | گنج خانه سفید               | بازیگر       | شاهد احمدلو                    | تله فیلم   |
| ۱۳۸۹      | چشم خدا                     | بازیگر       | احسان صادقی حمزه               | تله فیلم   |
|           | میش                         | بازیگر       | مجید صالحی                     | تله فیلم   |
|           | ما خونه نیستیم              | بازیگر       | شاهد احمدلو                    | تله فیلم   |
| ۱۳۷۳–۴    | همسران                      | بازیگر مهمان | مسعود رسام، بیژن بیرنگ         | شبکه ۲     |

### شبکه نمایش خانگی
- سال‌های دور از خانه

### سینمایی
- یکی برای همه (۱۳۹۰، محمد آهنگرانی)
- دلداده (۱۳۸۷، قدرت‌الله صلح میرزایی)
- چپ‌دست (۱۳۸۴، آرش معیریان)